# إسبانيا الفرانكوية
إسبانيا الفرانكوية (بالإسبانية: franquismo; فرانكيزمو)‏ هو مصطلح يشير إلى فترة حكم فرانسيسكو فرانكو لإسبانيا ما بين أعوام 1939 و1975 والتي كانت فيها إسبانيا تحت الحكم الديكتاتوري للجنرال فرانكو حيث وصل للحكم بعد انتصاره في الحرب الأهلية الإسبانية والتي قاد خلالها «الجبهة القومية الإسبانية» وقد حصلت قواته على الدعم خلال الحرب الأهلية من ألمانيا وإيطاليا في حين دعم الاتحاد السوفييتي قوات «الجبهة الشعبية». بعد انتهاء الحرب الأهلية أسس القوميون الذين انتصروا بالحرب دولة بنظام الحزب الواحد بقيادة فرانسسكو فرانكو والذي استمر حاكما لإسبانيا حتى وفاته عام 1975.
كان الاسم الرسمي لإسبانيا في بداية حكم فرانكو هو دولة إسبانيا (بالإسبانية: Estado Español)‏، لكن في عام 1947 أعلنت إسبانيا الملكية ليصبح اسم الدولة مملكة إسبانيا (بالإسبانية: Reino de España)‏ لكنها ظلت مملكة بلا ملك واستمر فرانكو قائدا للدولة رغم أن المعاهدات الدولية بعد هذا العام استمرت في استعمال اسم «دولة إسبانيا» بدلا عن «مملكة إسبانيا».

## التاريخ

### التأسيس
نشبت الحرب الأهلية الإسبانية بين عامي 1936-1939. برزت القوى القومية بقيادة الجنرال فرانسيسكو فرانكو منتصرة بعد ثلاث سنوات مدعومة من قبل ألمانيا النازية وإيطاليا الفاشية. بينما أيد حكومة الجبهة الشعبية الاتحاد السوفيتي والمكسيك والكتائب الدولية بما فيها لواء ابراهام لنكولن الأمريكي، لكنه لم يتلق الدعم الرسمي من القوى الغربية بسبب السياسة التي تقودها بريطانيا في عدم التدخل. ذهبت الحرب الأهلية بأرواح أكثر من 500.000 شخص [46] وتسببت في فرار ما يصل إلى نصف مليون مواطن.[47] يعيش معظم أحفادهم الآن في بلدان أمريكا اللاتينية منهم 300.000 شخص في الأرجنتين وحدها.[48] سميت الحرب الأهلية الإسبانية أولى معارك الحرب العالمية الثانية؛ تحت حكم فرانكو كانت البلاد على الحياد في الحرب العالمية الثانية على الرغم من تعاطفها مع المحور. الحزب الوحيد القانوني في ظل حكم نظام فرانكو بعد الحرب الأهلية الإسبانية كان فالانجي إسبانيولا تراديثيوناليستا دي لاس خونس التي تشكلت في 1937. أكد الحزب على الكاثوليكية القومية ومناهضته للشيوعية. نظراً لمعارضة فرانكو للأحزاب السياسية المتنافسة، أعاد تسمية الحزب باسم الحركة الوطنية في عام 1949. بعد الحرب العالمية الثانية،
حكم فرانسيسكو فرانكو إسبانيا عن طريق فلانخي الإسبانية أو حزب الكتائب (وهو نفسه الحزب الذي أراد الزعيم اللبناني بيار الجميّل تقليده فأنشا في لبنان حزبا باسم حزب الكتائب) وقد قلد فرانكو هتلر وموسوليني في إنه جعل نفسه زعيما وأبا لإسبانيا واسمى نفسه الكاوديو أي زعيم الأمة (كما اسمى هتلر نفسه الفوهرر وموسوليني لقب نفسه باسم الدوتشي وهي كلمة إيطالية لا تختلف عن معناها عن كلمة الفوهرر أو الكوديللو الإسبانية).
كان من المفترض ان ينهار نظامه مع انهيار أنظمة هتلر وموسوليني بعد الحرب العالمية الثانية ولكنه كان شديد الحذر فأعلن حياد إسبانيا أثناء الحرب، وأنقذه ذلك من مصير صديقيه وصاحبي الفضل عليه (هتلر وموسوليني) علي ان نظامه ارتبط تاريخيا بعدائه للفن والفكر الثقافة منذ اللحظة الأولى للانقلاب العسكري الذي قام به ضد الجمهورية الإسبانية في 18 يوليو 1936. وكانت جريمة القتل الأولى التي ارتكبها أنصاره هي قتل الشاعر الإسباني لوركا، وقد ظلت هذه الجريمة تطارد نظامه حتى النهاية منذ انتصاره النهائي على الجمهوريين الإسبان سنة 1939 وحتي وفاته سنة 1975.

### الحرب العالمية الثانية
ارسل فرانكو الفرقة الزرقاء (بالإسبانية: División Azul ، بالألمانية: Blaue Division) أو فرقة المشاة 250 هي فرقة عسكرية شكلت من المتطوعين الإسبان خدمت في الجيش الألماني خلال الحرب العالمية الثانية على الجبهة الشرقية في الفترة من 24 يونيو 1941 إلى 10 أكتوبر 1943 بقياده المشير أغوستين مونيوز غراندس
محتويات
على الرغم من عدم دخول الرئيس الإسباني فرانكو الحرب بجانب ألمانيا إلا انه سمح للمتطوعين الإسبان بالانضمام إلى الجيش الألماني والمشاركة في الحرب ضد البلاشفة (الشيوعيين السوفييت) على الجبهة الشرقية على أن تضمن الحكومة الألمانية عدم اشتراك المتطوعين الأسبان في قتال ضد أي من قوات الحلفاء الغربيين أو سكان أوروبا الغربية الواقعة تحت الاحتلال الألماني. وبذلك أبقى المارشال فرانسيسكو فرانكو إسبانيا بحالة سلم مع قوات الحلفاء وفي نفس الوقت يرد دين هتلر على مأقدمه له من مساعدات خلال الحرب الأهلية الإسبانية.
حينما بدأت ألمانيا عملية بارباروسا في 22 يونيو 1941 بعث وزير الخارجية الإسباني أقتراحا لبرلين لتشكيل قوات من المتطوعين الإسبان فيما أرسل المارشال فرانكو عرضا رسميا للمساعدة في الحملة، وافق هتلر على المتطوعين الإسبان في 24 يونيو 1941. وسارع المتطوعون للتسجيل في المكاتب المنتشره في جميع إسبانيا، في البداية كانت الحكومة الإسبانية مستعدة لارسال نحو 4,000 فرد لكن سرعان ما أدركت أن هنالك عدد كاف من المتطوعين لملء فرقة كاملة.

### إعادة التنظيم في ألمانيا
بحلول 13 يوليو 1941 غادرت أولى دفعات المتطوعين من العاصمة الإسبانية مدريد عبر السكك الحديدية باتجاه باڤاريا جنوب ألمانيا وبعد 5 أسابيع من التدريبات أصبحت الفرقة الإسبانية تعرف باسم فرقة المشاة 250 وكانت الفرقة مشكلة في البداية من 4 أفواج مشاة على النظام العسكري الإسباني لكن من أجل اندماجهم مع باقي تشكلات الجيش الألماني تم تبني النظام العسكري الألماني وتوزيع الفرقة على 3 أفواج مشاة فتم حل إحدى الأفواج الأربعة وتوزيع أفراده الأفواج الثلاث للفرقة، وتم تسمية أفواج المشاة الثلاث باسماء المدن الإسبانية وهي برشلونة وڤالنسيا وإشبيلية، ويتألف كل فوج من 3 كتائب مشاة في كتيبة 3 سريا مشاة وسرية ثقيلة. ويضم الفوج كذلك إضافة إلى الكتائب المشاة الثلاثة سرية مدفعية مضادة للدروع من 4 فصائل في كل فصيل 3 مدافع إضافة إلى مدفعية مشاة من 3 فصائل وفصيل اقتحام لكل فوج.
هيئة الأركان العامة للفرقة: (189 فرد)
فوج المشاة 262: (3012 فرد)
فوج المشاة 263: (3012 فرد)
فوج المشاة 269: (3012 فرد)
فوج المدفعية 250: (2793 فرد)
الكتيبة المضادة للدروع 250: (574 فرد، 36 مدفع عيار 37 ملم)
كتيبة الاستطلاع 250: (531 فرد)
كتيبة الاحتياط 250: (601 فرد)
كتيبة الإشارة 250: (511 فرد)
كتيبة الهندسة 250: (712 فرد)
الخدمات الإدارية: (257 فرد)
الخدمات الطبية: (518 فرد)
الخدمات البيطرية: (237 فرد)
الخدمات المواصلاتية: (1034 فرد)
الشرطة العسكرية: (33 فرد)
البريد العسكري: (18 فرد)

### الجبهة الروسية
بعد أداء القسم الشخصي أمام هتلر بأن يقاتلوا تحت سلطته تم قبول الفرقة رسميا بالجيش الألماني تحت اسم فرقة المشاة 250 في 31 يوليو، تم تعيين الفرقة بالبداية ضمن مجموعة الجيوش الوسطى المتقدمة نحو موسكو فتم نقل الفرقة بالقطارات إلى مدينة سوالكي ببولندا في 28 أغسطس ثم كان على أفراد أكمال 900 كم من الطريق مشيا باتجاه جبهة موسكو خلال مسير الفرقة تقرر نقلها إلى مجموعة الجيوش الشمالية لتصبح ضمن الجيش الألماني السادس عشر.

### العزلة
أصبحت إسبانيا معزولة سياسياً واقتصادياً كما لم تكن عضواً في الأمم المتحدة. تغير هذا الوضع في عام 1955، خلال فترة الحرب الباردة، عندما أصبحت ذات أهمية إستراتيجية بالنسبة للولايات المتحدة لإقامة وجود عسكري في شبه الجزيرة الأيبيرية باعتباره يحد من أي تحرك محتمل من قبل الاتحاد السوفييتي في حوض البحر الأبيض المتوسط. سجلت إسبانيا في الستينات نمواً اقتصادياً غير مسبوق في ما أصبح يعرف باسم المعجزة الإسبانية، والتي استأنفت التحول نحو الاقتصاد الحديث.